# Mathematics
Mathematics, znany również jako Allah Mathematics, właściwie Ronald Maurice Bean (ur. 21 października 1971 roku w Queens) – amerykański producent, przyjaciel i DJ zespołu Wu-Tang Clan.

## Dyskografia

### Albumy
- Love Hell or Right (26 sierpnia 2003)
- The Problem (28 czerwca 2005)
- Soul of a Man (13 czerwca 2006)
- Mathematics Presents Wu-Tang Clan & Friends Unreleased (6 lutego 2007)
- Return of the Wu & Friends (16 lutego 2010)
- Prelude to the Answer (16 kwietnia 2013)
- The Answer (1 października 2013)

### Produkcje
- NFL Jams - "Fast Life"
- Wu-Syndicate - "Pointin' Fingers", "Muzzle Toe"
- Dirty Weaponry - "Galactics"
- Wu-Tang Killa Bees: The Swarm - "Cobra Clutch", "Punishment", "Fatal Sting"
- The Pillage - "Oh Donna"
- Tical 2000 Judgement Day - "Snuffed Out"
- Beneath The Surface - "Amplified Sample", "High Price Small Reward", "Publicity", "Feel Like An Enemy", "Mic Trippin’"
- Uncontrolled Substance - "Uncontrolled Substance"
- Blackout! - "Dat's Dat Shit", "Fire Ina Hole"
- The W - "Do You Really (Thang Thang)"
- Supreme Clientele - "Ghost Deini", "Mighty Healthy", "Wu-Banga 101"
- Iron Flag - "Rules"
- Digital Bullet - "Must Be Bobby", "Cousins"
- Next Friday Official Soundtrack, "Shaolin Worldwide"
- Bulletproof Wallets, "Theodore", "Strawberry"
- Legend of the Liquid Sword - "Fam (Members Only)"
- Tera Iz Him - "Roll With The Rush"
- Northstar - "Duckie", "We Got It"
- No Said Date - "Last Drink", "Do That Dance", "Whatever"
- Street Education - "FANZ", "Who Want To Rap?", "Sweetest Pain"
- Wu-Tang Meets the Indie Culture - "Cars On The Interstate"
- 4:21... The Day After - "Dirty Mef", "Everything"
- I - "Two Missed Calls"
- 8 Diagrams - "Stick Me For My Riches"
- Pro Tools - "Pencil"
- Blackout! 2 - "BO2 (Intro)"
- Only Built 4 Cuban Linx… Pt. II - "Mean Streets"
- Wu-Massacre - "Mef vs Chef II", "Miranda", "Dangerous"
- Hell Razah - "Raised In Hell"
- Shaolin vs. Wu-Tang - "Dart School"
- Gold Cobra - "Middle Finger", "Combat Jazz"
- Selling My Soul - "Intro", "Part 2", "All Natural", "Wisdom"
- A Better Tomorrow - "40th Street Black / We Will Fight", "Keep Watch"
- The Saga Continues - cały album